# Рарог

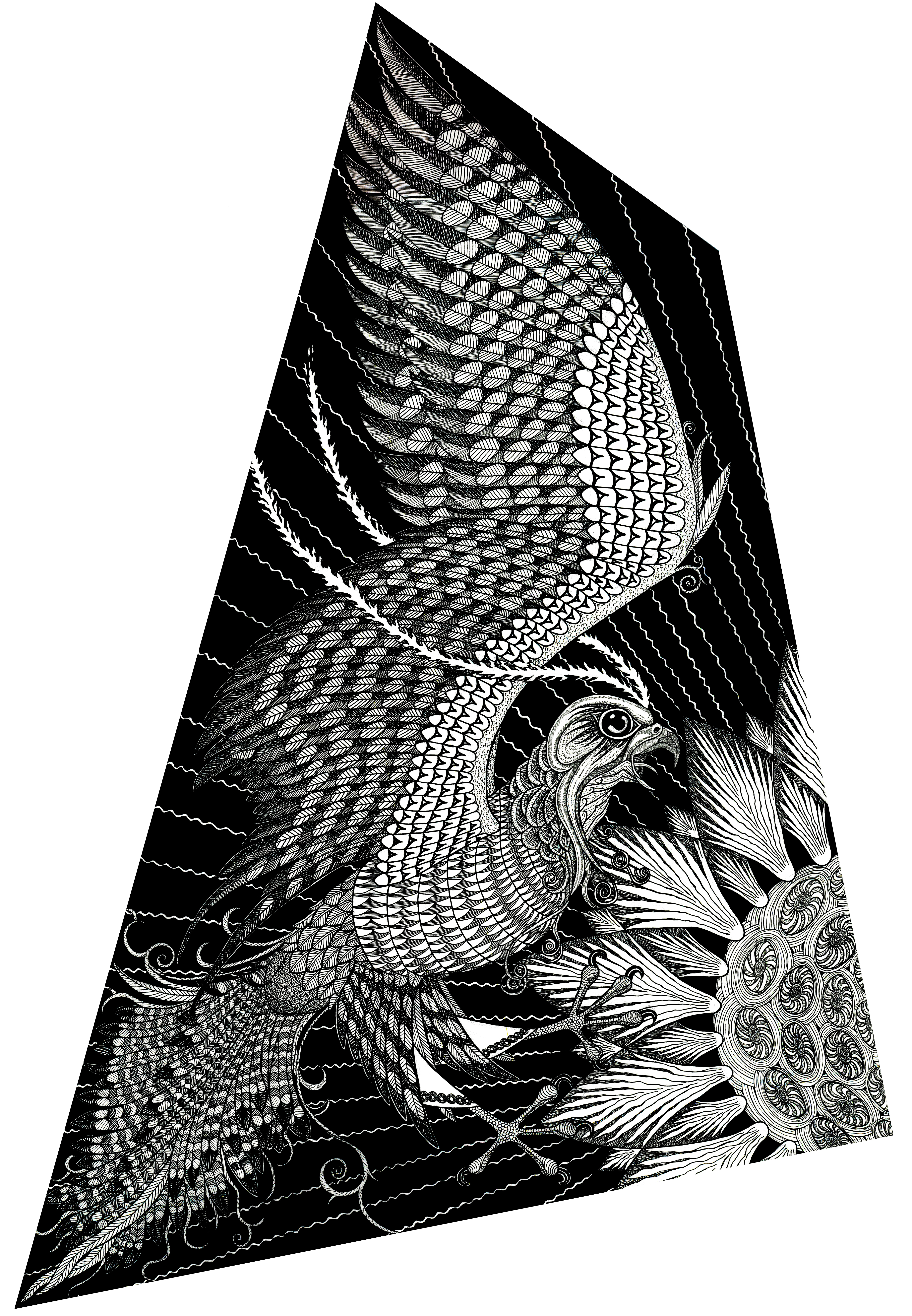
Рарог. Современная иллюстрация Марека Гапона

Рарог (чеш.  и словац. Rarog, Raroh, Raroch, Rarašek, пол. Raróg, укр. Раріг) — в славянской мифологии огненный дух, связанный с культом очага. Рарога представляли в образе птицы (обычно хищной) или дракона с искрящимся телом, а также в виде огненного вихря.

## Этимология
В чешских и словацких народных верованиях демона называют Rároh (Raroh), Rároch (Raroch), Rarách (Rarach), Rarášek, Raraš, Radášek; в польской демонологии его называют Raróg, в украинской — Раріг.
Праславянское *rarogъ (*warogъ?) «сокол, ястреб» (?) восходит к праиндоевропейскому *worogho-no- или *waragho-no- «вид хищной птицы (ястреб, сокол)». Древнерусская и кашубская формы, предположительно, указывают на славянскую праформу *varogъ «огненное божество в образе птицы».

## Описание
Чешский краевед А. Гайны составил обстоятельный очерк о Рарашке. Его представляют в виде летящего над горизонтом огня. Также Рарашком называют бурный ветер, пылевой вихрь. Если Рарашек враждебен человеку, он разносит и обращает в прах весь его несжатый хлеб. Рарашку приписывается способность превращаться в различных птиц и зверей. Это демон огненного тела и, превращаясь в змею, днём и ночью испускающий искры. Рарашек представляется волшебной птицей, перья которой обладают магической силой. Из зоба этой чудодейственной птицы вылетает зной.
Согласно чешским поверьям, Рарашек появляется на свет из первого яйца первой кладки чёрной курицы, которое вместо курицы высидит человек, засевший на печь на девять дней и ночей, при условии, что он не будет молиться и мыться. Рарога представляли в образе птицы (обычно хищной — сравни чеш. raroh — сокол) или дракона с искрящимся телом, пламенеющими волосами и сиянием, вырывающимся изо рта, а также в виде огненного вихря (сравни огненного змея и литовского Айтвараса).
Вера в рарашка в некоторых местах была смешана с другим духом-обогатителем — скршитеком (skřítek).
Роман Якобсон рассматривая рарога упоминает чеш. járašek, словен. rárog, rárožica, járog, хорв. rarov, лит. ràragas, vãnagas.
Имя Рарога-Рарашека возможно связано с именем Сварога. Вячеслав Иванов и Владимир Топоров на основе одного любовного заговора восстанавливают для русской мифологии аналогичный Рарогу-Рарашеку образ Страха-Раха как воплощение огненного ветра — суховея. Возможно Рарог-Рарашек также связан с иранским божеством Веретрагной, одна из инкарнаций которого — сокол. Табуированием и преобразованием того же имени можно объяснить и кашуб. Twarog и тому подобное. По-видимому, образ Рарога как огненного духа (ранее, возможно, и божества) был общеславянским.
В польских народных верованиях Рарог — это мифическое крошечное существо (может поместиться даже в кармане), которое приносит людям счастье.
В честь Рарога названа вулканическая впадина (патера) на Ио, спутнике Юпитера.

## Гипотезы
Предположительно, по культу Рарога одно из западнославянских племён (возможно, среди ободритов) называлось *Rarog-, в континентальной германской передаче Reregi (Адам Бременский; Саксонский анналист). Вероятно, однокоренное название имел западнославянский эмпорий Рерик неопределенной локализации на племенной территории ободритов. П. Шафарик (1863) интерпретировал название торгового центра Рерик как Рарог, а название народа ререги как рарожане. Шафарик указывал также на название польской деревни Raróg в Плоцком крае и подобные имена других славянских городов и замков со значением «Орел», «Сокол», «Ястреб».
Начиная с историка XIX века С. А. Гедеонов ряд сторонников западнославянского происхождения русского князя Рюрика объясняют его имя из слова рарог или ререк («сокол»). Лингвист Е. А. Мельникова отмечает, что выведение имени Рюрик из поморско-славянского слова «rerig» («сокол») лингвистически невероятно. Лингвист С. Л. Николаев пишет, что полабско-ободритское *rorög, *ræreg и имя Рюрик являются не более чем созвучием, и называет утверждения об их связи околонаучными спекуляциями. Переселение полабско-одерских славян на территорию Руси не засвидетельствовано; в древнерусском языке имя князя-переселенца, если бы он был ободритом или рюгенцем, имело бы форму *Рярегъ или *Рарюгъ.